# Senlis (Oise)
Senlis település Franciaországban, Oise megyében. Lakosainak száma 15 238 fő (2022. január 1.). Senlis Verneuil-en-Halatte, Aumont-en-Halatte, Avilly-Saint-Léonard, Chamant, Courteuil, Fleurines, Mont-l’Évêque, Pontarmé és Villers-Saint-Frambourg-Ognon községekkel határos.

## Népesség
A település népessége az elmúlt években az alábbi módon változott:
| Lakosok száma | 15 583 | 14 777 | 15 267 | 14 277 | 14 891 | 14 760 | 15 128 | 15 255 | 15 238 |
|               | 2013   | 2015   | 2016   | 2017   | 2018   | 2019   | 2020   | 2021   | 2022   |